# Konstantin Vasilij Ostroški
Konstantin Vasilij Ostroški (ukrajinsko Костянтин-Василь Острозький, latinizirano: Kostjantyn-Vasyl' Ostroz'kyj; belorusko Канстантын Васіль Астрожскi; litovsko Konstantinas Vasilijus Ostrogiškis) je bil rutenski magnat Republike obeh narodov, knez, starosta Vladimirja, maršal Volinije in vojvoda Kijevskega vojvodstva, * 2. februar 1526, † 13. ali 23. februar 1608.

## Biografija
Datum rojstva Konstantina Vasilija Ostroškega je sporen. Po mnenju nekaterih zgodovinarjev je bil rojen okoli leta 1524/1525, verjetno v Turovu.
Januarja 1553 se je v Tarnovu poročil z Zofijo Tarnovsko. 
V 1570. se je vojskoval proti drugemu magnatu, Stanislavu Tarnovskemu, zaradi spornih posesti na območju Tarnova v Malopoljski. 
Knez Ostroški je bil pravoslavne vere in aktiven podpornik pravoslavne cerkve. Bil je tudi promotor vzhodnokrščanske kulture v poljsko-litovski skupni državi. Okrog leta 1576 je ustanovil Ostroško akademijo, ugledno humanistično izobraževalno in znanstveno ustanovo s poukom v grščini, latinščini in stari cerkveni slovanščini. Leta 1581 je akademija izdala in izdala Ostroško biblijo, prvo popolno tiskano izdajo Svetega pisma v stari cerkveni slovanščini. V nasprotju z njim se je njegov sin Januš Ostroški spreobrnil v rimskokatoliško vero. 
Zemljiške posesti Ostroškega v vzhodnem delu Republike obeh narodov so obsegale 100 mest in 1300 vasi. On sam je zgradil Starokonstantinovski grad. Mesto Ostrog se je ponašal s pravoslavno akademijo, ješivo, mošejo in unitarjansko cerkvijo.
Ukrajinska pravoslavna cerkev ga je leta 2008 kanonizirala kot pravovernega kneza. 